# Mścibów (przystanek kolejowy)
Mścibów (biał. Мсцібава; ros. Мстибово) – przystanek kolejowy w miejscowości Mścibów, w rejonie wołkowyskim, w obwodzie grodzieńskim, na Białorusi. Leży na linii Wołkowysk – Brzostowica.